# Dsmitry Parchatscheu
Dsmitry Parchatscheu (belarussisch Дзмітрый Аляксандравіч Пархачеў; * 2. Januar 1985 in Kobryn) ist ein belarussischer Fußballspieler.

## Karriere
Dsmitry Parchatscheu begann seine Karriere 2004 beim Dnjapro Mahiljou und wechselte im selben Jahr zum FK Dinamo Minsk, mit dem er die belarussische Meisterschaft gewinnen konnte. Nach zwei Spielzeiten ging er zu FK Dinamo Brest und gewann den belarussischen Pokal. Im nächsten Jahr wurde er vom FK Olimpik Baku aus Aserbaidschan verpflichtet. 2008 lief der Stürmer für den kasachischen Verein Wostok Öskemen auf. 2009 verbrachte er bei Ordabassy Schymkent, wo er neun Treffer in 25 Einsätzen erzielen konnte. Im Frühjahr 2010 wechselte er zu Tobyl Qostanai, wurde aber aufgrund schwacher Leistungen im Laufe der Saison an Schetissu Taldyqorghan transferiert.

## Erfolge
- Belarussischer Meister: 2004
- Belarussischer Pokalsieger: 2007

| Personendaten    | Personendaten                                   |
| ---------------- | ----------------------------------------------- |
| NAME             | Parchatscheu, Dsmitry                           |
| ALTERNATIVNAMEN  | Пархачеў, Дзмітрый Аляксандравіч (belarussisch) |
| KURZBESCHREIBUNG | belarussischer Fußballspieler                   |
| GEBURTSDATUM     | 2. Januar 1985                                  |
| GEBURTSORT       | Kobryn                                          |